# Tisa Farrow
Theresa Magdalena Farrow, detta Tisa (Los Angeles, 22 luglio 1951 – Rutland, 10 gennaio 2024), è stata un'attrice statunitense.

## Biografia
Theresa Farrow nacque  Los Angeles il 22 luglio 1951, settima e ultima figlia del regista John Farrow e dell'attrice Maureen O'Sullivan, nonché sorella dell'attrice Mia Farrow (quindi anche zia adottiva dell'attrice Soon-Yi Previn). A 12 anni perse il padre per un infarto. Un suo fratello, Michael, morì nel 1958 a 19 anni.
Recitò negli anni '70 e nei primi anni '80 in oltre 10 pellicole cinematografiche. Divenne nota principalmente per aver interpretato due horror italiani assurti a cult movie quali Zombi 2 (1979) e Antropophagus (1980).
Tisa Farrow morì a Rutland,il 10 gennaio 2024 all'età di 72 anni a causa di una crisi cardiopolmonare.

## Vita privata
Ebbe due figli, uno dei quali, Jason, morì nel 2008 a 38 anni per un'accidentale overdose di droghe, in Iraq.

## Filmografia

### Cinema
- Homer, regia di John Trent (1970)
- La corsa della lepre attraverso i campi (La Course du lièvre à travers les champs), regia di René Clément (1972)
- Qualcuno lo chiama amore (Some Call It Loving), regia di James B. Harris (1973)
- Only God Knows, regia di Peter Pearson (1974)
- Una Magnum Special per Tony Saitta, regia di Alberto De Martino (1976)
- Rapsodia per un killer (Fingers), regia di James Toback (1978)
- Il mio scopo è la vendetta (Search and Destroy), regia di William Fruet (1979)
- Manhattan, regia di Woody Allen (1979)
- Rebus per un assassinio (Winter Kills), regia di William Richert (1979)
- Zombi 2, regia di Lucio Fulci (1979)
- L'ultimo cacciatore, regia di Antonio Margheriti (1980)
- Antropophagus, regia di Joe D'Amato (1980)

### Televisione
- The Initiation of Sarah, regia di Robert Day – film TV (1978)
- The Ordeal of Patty Hearst, regia di Paul Wendkos – film TV (1979)